# Betty Nansen
Betty Nansen (født Betty Anna Maria Müller) (19. marts 1873 i København – 15. marts 1943 på Frederiksberg) var en dansk skuespillerinde, men blev mest kendt som teaterchef på det teater, der bærer hendes navn – Betty Nansen Teatret.
Hun var datter af Frederik Müller og tilhørte en skuespillerslægt. Hun debuterede i efteråret 1893 på Casino i København som Dora i Victorien Sardou Dora, spillede senere Magda i Hermann Sudermanns Hjemmet samt titelrollen i Alexandre Dumas' Kameliadamen og gik i efteråret 1896 over til Det Kongelige Teater, hvor hun debuterede som Martha i Henrik Ibsens Samfundets Støtter.
Efter et forsøg på at slå igennem ved filmen i USA i bl.a. stumfilmen Anna Karenina overtog hun i 1917 Alexandrateatret på Frederiksberg, som hun døbte om til "Betty Nansen Teatret". Hun drev teatret i 26 sæsoner frem til sin død i 1943.

## Ægteskaber
Betty Nansen blev i 1896 gift med forfatteren, journalisten og forlagsdirektør på Gyldendal, Peter Nansen. De blev skilt i 1912.
Hendes andet ægteskab var med skuespilleren Henrik Bentzon, som hun var gift med i perioden 1924-1933.